# Hysteropezizella foecunda
Hysteropezizella foecunda är en svampart som först beskrevs av William Phillips, och fick sitt nu gällande namn av John Axel Nannfeldt 1936. Hysteropezizella foecunda ingår i släktet Hysteropezizella, ordningen disksvampar, klassen Leotiomycetes, divisionen sporsäcksvampar och riket svampar.   Inga underarter finns listade i Catalogue of Life.